# Bisandász
Bisandász (Bisan Dász, Visnudásza, Bisnandász, Visnu Dásza;  ??? – 1650 után) az indiai Mogul Birodalom híres miniatűrfestője volt. Korának egyik legjobb  portréfestőjeként tartják számon. Bisandász Nanha festő unokaöccse volt. Neve arra utal, hogy hindu hitű indiai volt.

## Élete
I. Akbar mogul sah (1556 – 1605) műtermében dolgozott 1590 körül. Hírnevét Akbar utódja, Dzsahángír (1605 – 1627) számára festett művei alapozták meg, aki nagyra értékelte munkáját. Dzsahángír 1613-ban Bisandászt  I. Abbász perzsa sah iszfaháni udvarába küldte, hogy fessen portrékat az uralkodóról és híveiről. Amikor 1620-ban visszatért, a mogul sah egy elefánttal jutalmazta. Bisandász tevékenysége 1650 körül ért véget, halálának időpontja ismeretlen. Egy portréja Daulat miniatűrfestő révén jutott el hozzánk, aki a Gulszán-album egyik marginális festményén ábrázolta őt (Murakka-e-Gulszán, 1605 körül).

## Művei
Bisandász egyéni stílusát az ábrázolt személyeknél pontosan megfigyelt arckifejezések, arcvonások és arcjátékok ábrázolása jellemzi. Figuráinak realisztikus megjelenítését kevésbé árnyékolással és a térhatások megjelenítésével éri el, mint inkább a gesztusok és részletek megfestésével. Ebben különbözött a korábbi portréfestők sematikus stílusától. Gyakran csoportosította az általa ábrázolt alakokat, amiről felismerhetők későbbi művei is. Leghíresebb alkotásai közé tartozik A herceg születése című miniatúra (1620 körül), amely Dzsahángír Dzsahángírnáme című életrajzának illusztrációja.

## Galéria

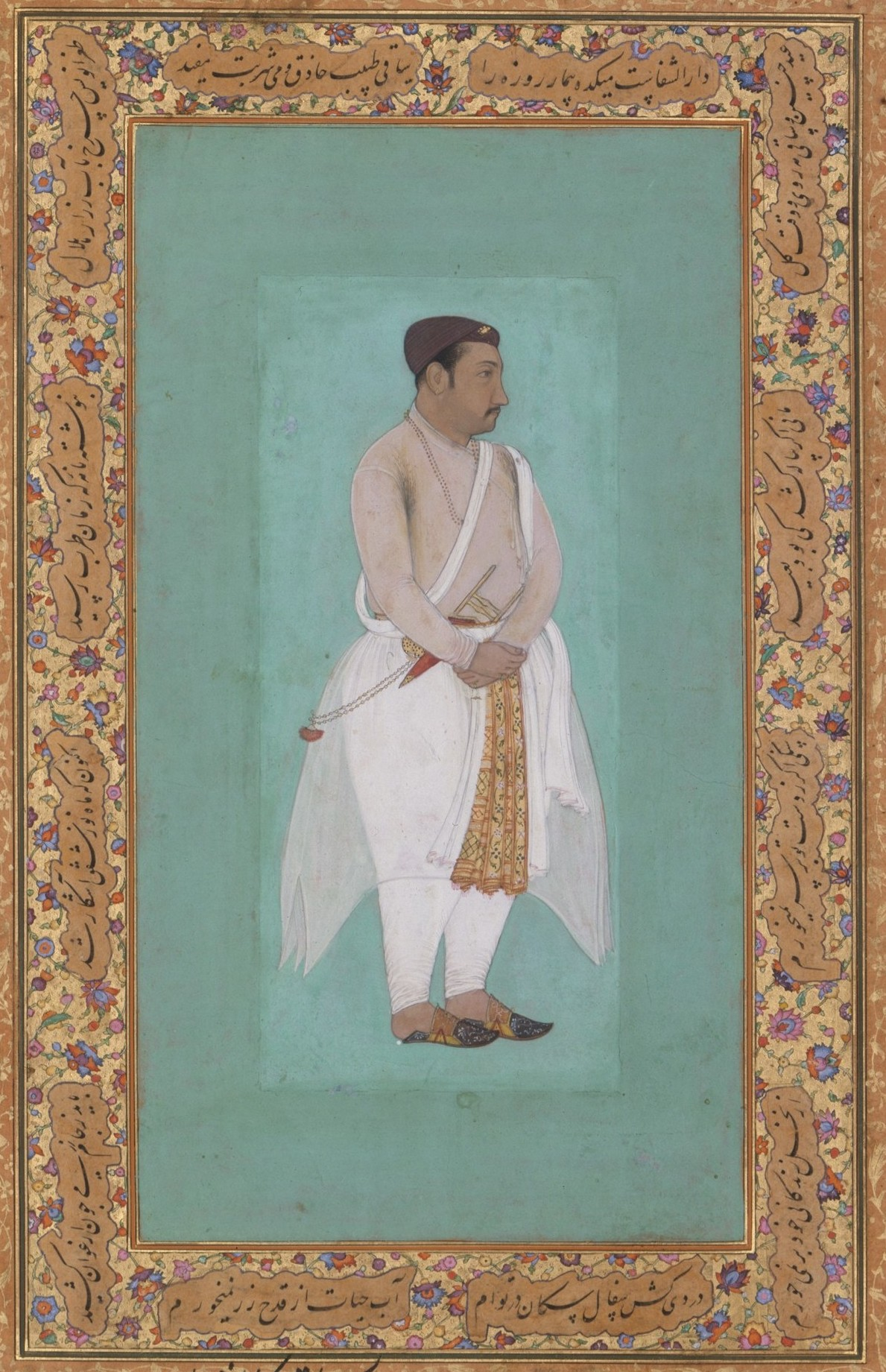
Rádzsa Szurádzs Singh Dzsodhpur, Dzsahángír sógora
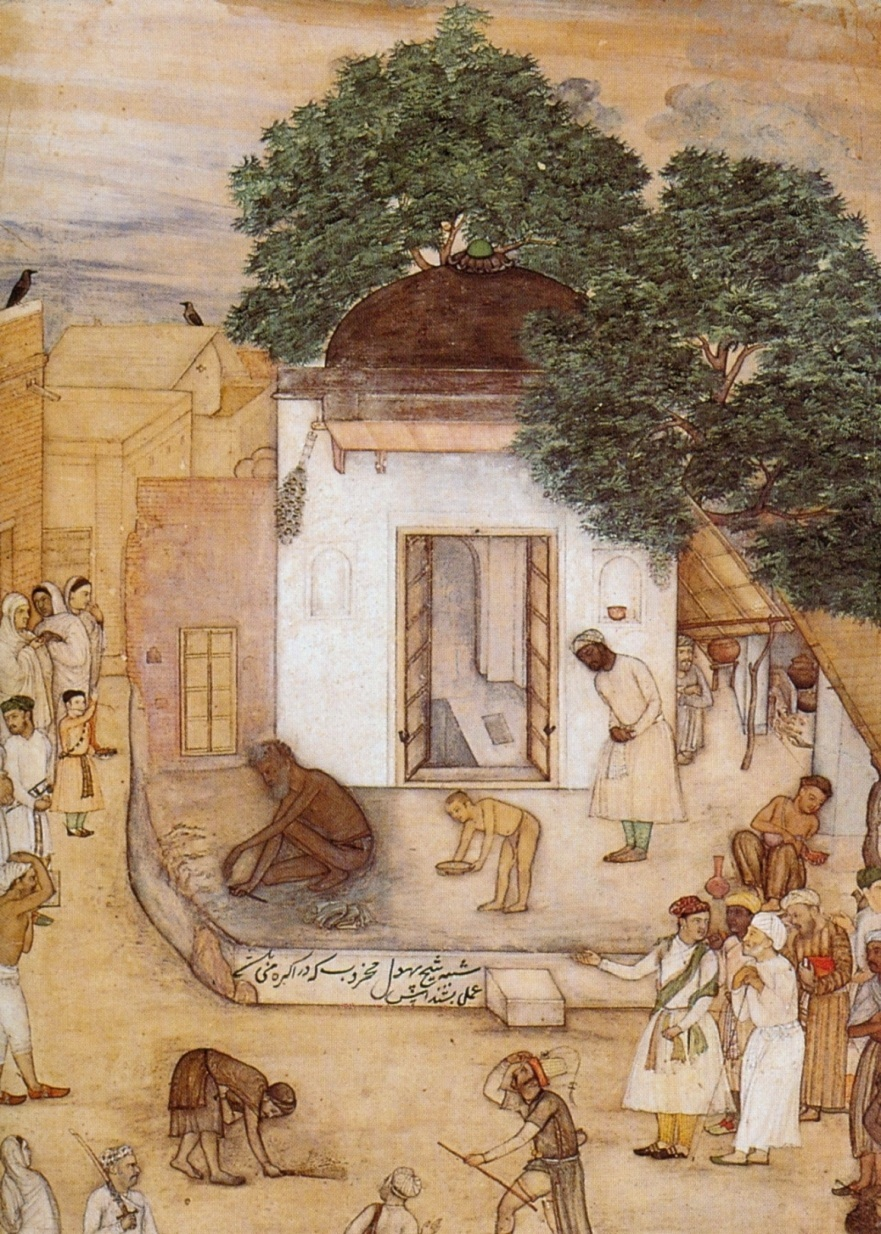
Phul sejk a remeteségben, 1610 körül.
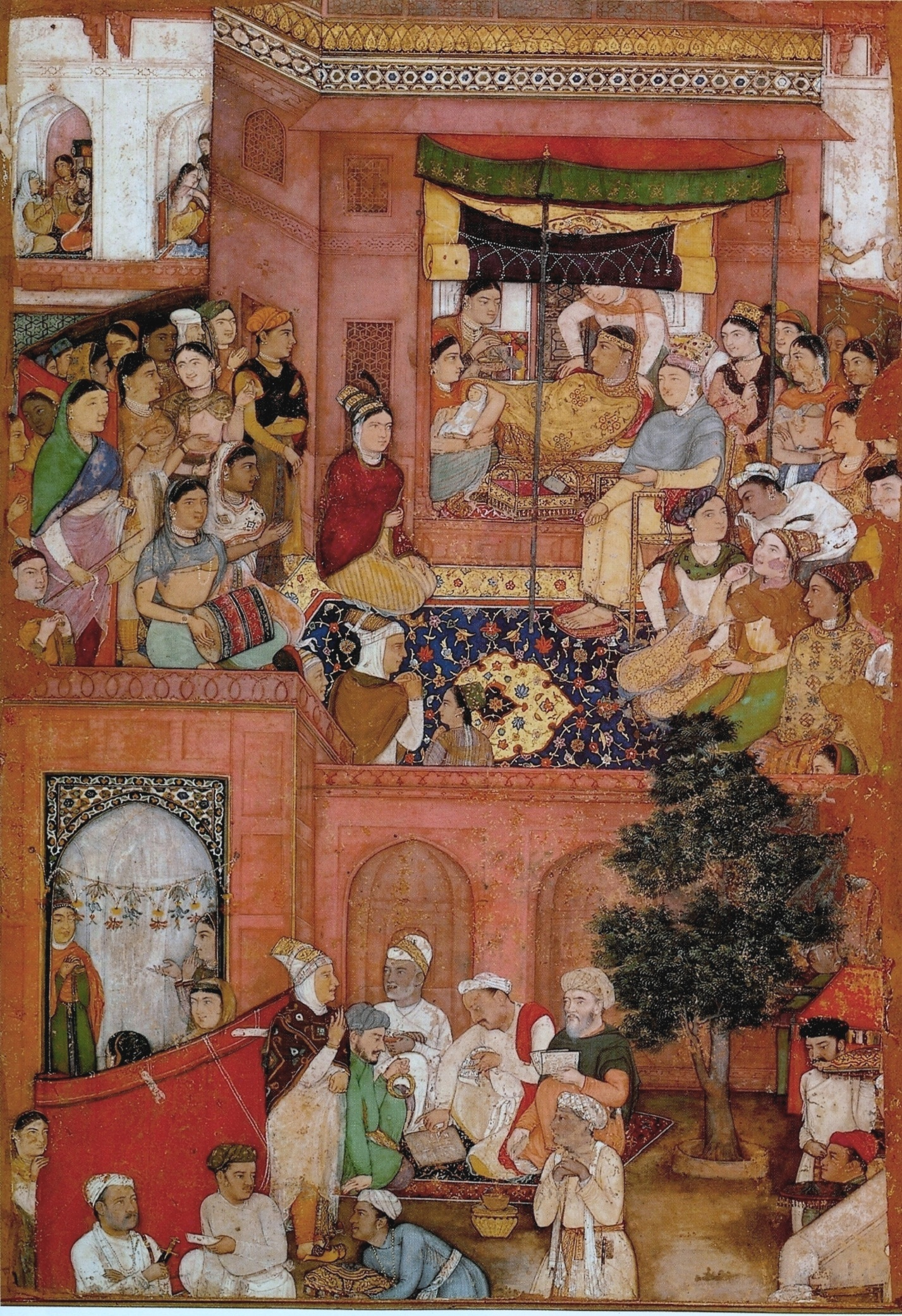
A herceg születése (illusztráció a  Dzsahángírnáme-hoz)
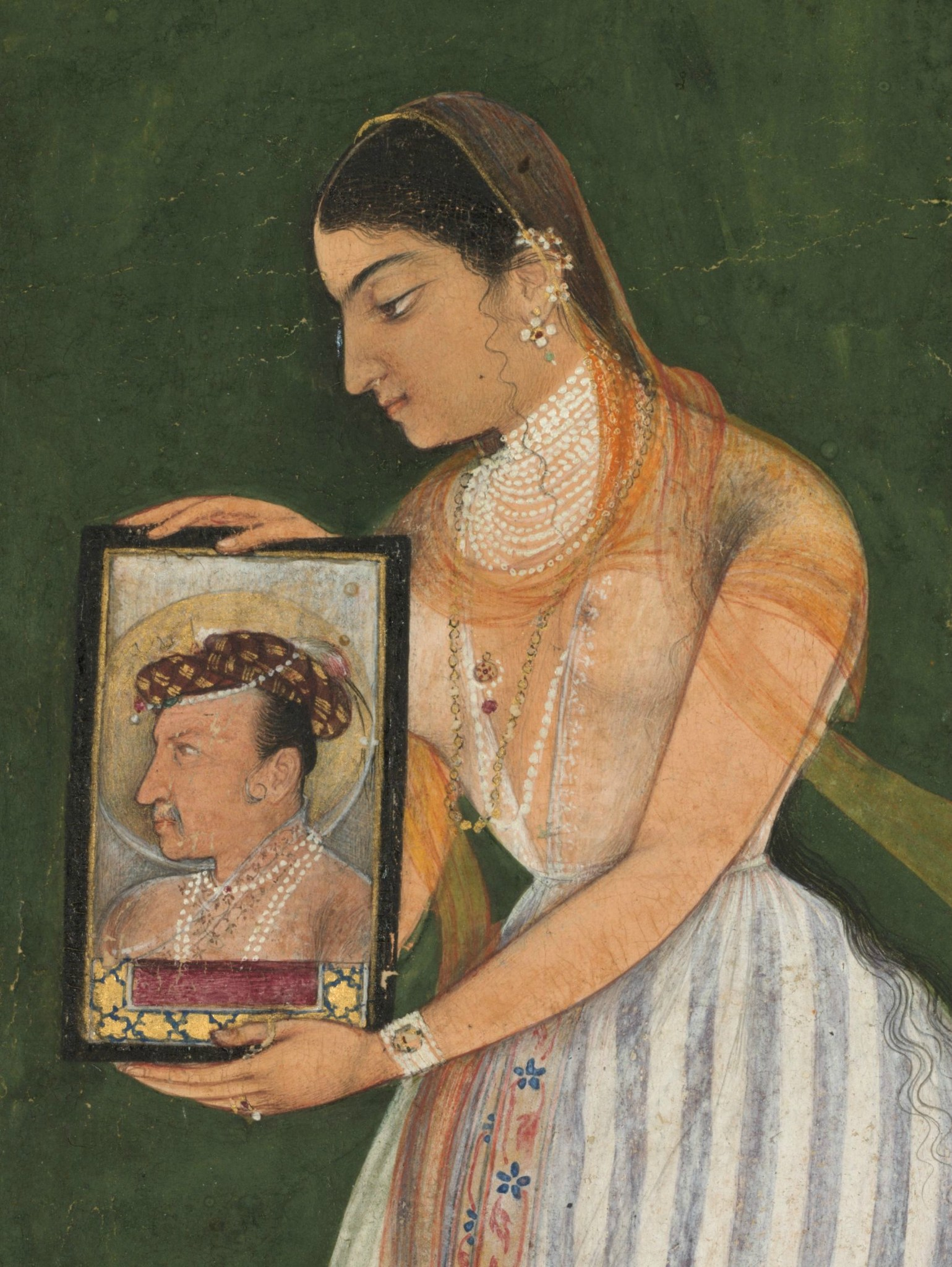
Núr Dzsahán Dzsahángír portréjával (1627, részlet)
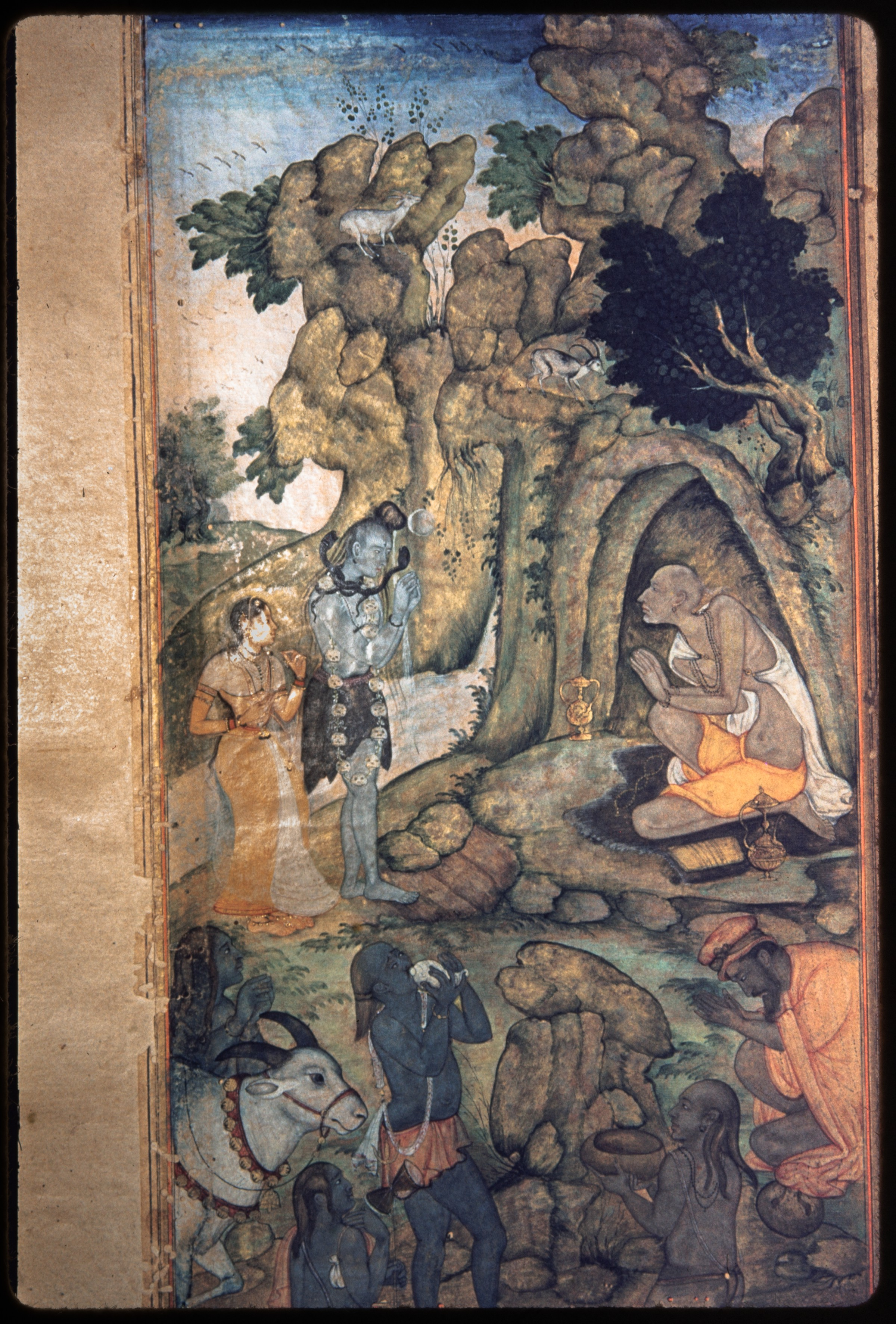
Vasiṣṭha köszönti Sivát és Párvatit (1602)